# 真琴さや
真琴 さや（まこと さや、1986年5月7日-）は、日本のAV女優。
出身地：埼玉県。身長：162cm 、スリーサイズ：B88（Dカップ）・W55・H83。
趣味、特技：読書、バレーボール。

## 略歴
2008年6月に『処女喪失未満！初体験がアナルFUCK！何も知らない真性処女に「ここがマンコだよ」と騙してマンコより先にアナルバージンを喪失させちゃいました！ 真琴さや』でAVデビュー。

## 作品

### アダルトビデオ
2008年
- 処女喪失未満!初体験がアナルFUCK！何も知らない真性処女に「ここがマンコだよ」と騙してマンコより先にアナルバージンを喪失させちゃいました！ 真琴さや（2008年6月1日、MOODYZ）
- 騙し処女喪失FUCK!マンコより先にアナル処女喪失してるのでついでに2穴FUCKまでしちゃいました!! 真琴さや（2008年7月1日、MOODYZ）
- 美人派遣社員の裏業務リポート 破壊された処女 美乳秘書奴隷研修 真琴さや（2008年8月7日、アタッカーズ）
- 昭和哀歌 真琴さや（2008年9月7日、アタッカーズ）
- コードエロス 淫虐のコスプレイヤー（2008年10月10日、トータル・メディア・エージェンシー）…他出演:楓まお、小日向しおり、渚、並樹ゆりあ、宮崎あいか
- ミニスカニーソックスしか見たくない！4時間 3（2008年11月4日、トータル・メディア・エージェンシー）…他出演:楓まお、美花ぬりぇ、渚、相崎琴音、宮崎あいか、小日向しおり、舞雪、並樹ゆりあ
- エロ一発妻 ～AVに応募してきた主婦たち 07～（2008年11月12日、プレステージ）
- アナル奴隷白書 真琴さや（2008年12月7日、アタッカーズ）